# Timonius rivularis
Timonius rivularis är en måreväxtart som beskrevs av Elmer Drew Merrill och Lily May Perry. Timonius rivularis ingår i släktet Timonius och familjen måreväxter. Inga underarter finns listade i Catalogue of Life.